# Cape Town
Cape Town (tiếng Afrikaans: Kaapstad, tiếng Xhosa: iKapa) là thành phố đông dân thứ nhì Nam Phi và đồng thời là một bộ phận của khu vực đại đô thị thành phố Cape Town. Cape Town là thủ phủ của tỉnh Tây Cape và đóng vai trò là thủ đô lập pháp của Nam Phi. Đây là nơi đặt trụ sở của tòa nhà quốc hội Nam Phi cùng nhiều cơ quan chính phủ quan trọng khác. Thành phố Cape Town nổi tiếng với cảng biển lớn nằm bên bờ Đại Tây Dương, đóng một vai trò huyết mạch trong giao thông đường biển quốc tế và những cảnh quan tự nhiên tươi đẹp như Vương quốc thực vật Cape, núi Cái Bàn (Table Mountain) và mũi đất Cape vươn dài ra biển. Đây là một trong những địa điểm du lịch hấp dẫn nhất tại đất nước Nam Phi.
Đầu tiên, Cape Town được chọn để trở thành một điểm hậu cần cho những con tàu của Công ty Đông Ấn Hà Lan đến Đông Phi, Ấn Độ và Trung Đông. Jan van Riebeeck, một người Hà Lan đã đến Cape Town vào ngày 6 tháng 4 năm 1652 và thành lập điểm dân cư đầu tiên của người châu Âu tại Nam Phi. Thành phố này nhanh chóng phát triển và trở thành một trung tâm kinh tế và văn hóa tại miền nam châu Phi. Mãi cho đến khi những mỏ vàng được phát hiện dẫn đến sự thành lập Johannesburg, Cape Town đã trở thành thành phố đông dân cư nhất của đất nước Nam Phi.
Theo số liệu năm 2018, dân số của thành phố Cape Town là 3,7 triệu người. Do có diện tích lớn hơn các thành phố khác của Nam Phi nên mật độ dân số tại Cape Town tương đối thấp.

## Địa lý
Cape Town nằm ở vĩ độ 33,55° N (tương đương vĩ độ của Sydney và Buenos Aires, và cùng vĩ độ ở bắc bán cầu của Casablanca và Los Angeles) và kinh độ 18,25° Đ. Núi Bàn (Table Mountain), là một ngọn núi với vách gần như thẳng đứng, đỉnh bằng có độ cao hơn 1.000 m (3.300 ft), và đỉnh Devil's Peak và Lion's Head, cùng tạo thành một dạng địa hình núi bao bọc trung tâm Cape Town. Ở phía nam thành phố là một bán đảo nhô ra Đại Tây Dương dài 40 km và kết thúc tại Mũi Cape. Có hơn 70 đỉnh núi cao hơn 1.000 foot (300 m) trong ranh giới hành chính của Cape Town. Nhiều vùng ngoại ô của thành phố nằm trên những đồng bằng lớn được gọi là Cape Flats, kéo dài hơn 50 km về phía đông và nối báo đảo với phần đất liền.

### Khí hậu

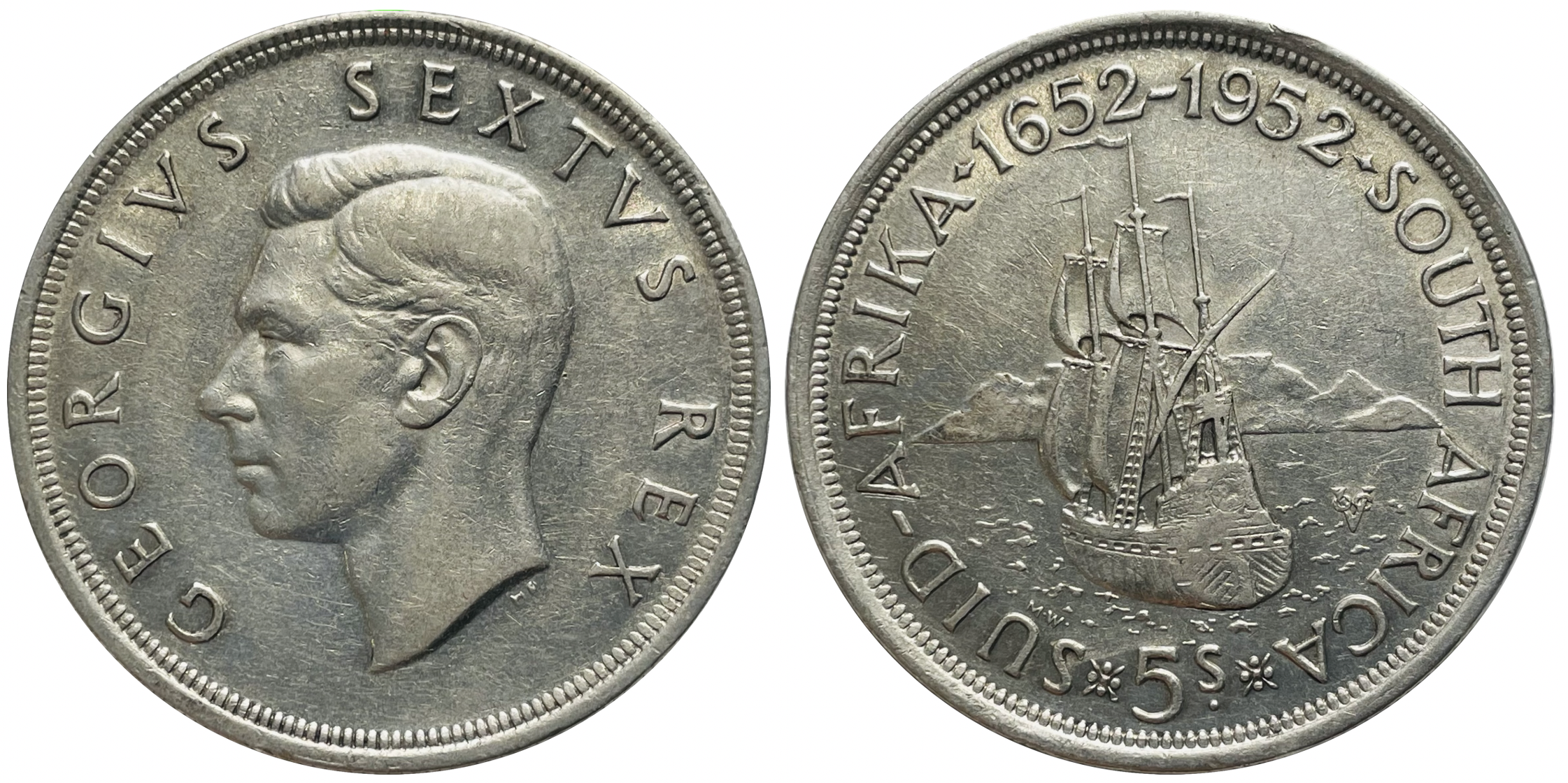
Xu bạc 5 shilling Kỷ niệm 300 năm Thành phố Cape Town

Cape Town có khí hậu Địa Trung Hải (theo Köppen CSa), với mùa đông tương đối ẩm và mát và mùa hè nóng, khô. Mùa đông kéo dài từ đầu tháng 6 đến cuối tháng 8, có thể có các đợt gió lạnh trong khoảng thời gian ngắn từ Đại Tây Dương thường gây mưa và gió tây bắc mạnh. Các tháng mùa đông, nhiệt độ trung bình lớn nhất vào khoảng 18,0 °C (64 °F) và thấp nhất khoảng 8,5 °C (47 °F)  Tổng lượng mưa trung bình hàng năm là 515 milimét (20,3 in). Mùa hè từ đầu tháng 9 đến tháng 3 với nhiệt độ trung bình lớn nhất 26,0 °C (79 °F) và thấp nhất 16,0 °C (61 °F). Khu vực này cũng chịu những đợt nóng khí chịu khi gió Berg, nghĩa là "gió múi", thổi từ Karoo trong vòng vài tuần từ tháng 2 đến đầu tháng 3. Cuối thu và đầu hè có thể có gió mạnh thổng từ đông nam, được dân địa phương gọi là Cape Doctor, vì nó thổi không khí ô nhiễm đi xa. Gió này sinh ra bởi hệ thống áp suất cao ở Nam Đại Tây Dương về phía tây của Cape Town, hay còn gọi là áp cao Nam Đại Tây Dương. Số giờ nắng trung bình trong năm của Cape Town vào khoảng 3.100 giờ, tương đương với Los Angeles (3.300 giờ) và cao hơn của Athens và Madrid (2.900 giờ).
Nhiệt độ mặt nước dao động trong khoảng lớn giữa 10 °C (50 °F) trên Đại Tây Dương đến 22 °C (72 °F) trong vịnh False. Nhiệt độ đại dương trung bình hàng năm trong khoảng 13 °C (55 °F) trên Đại Tây Dương và 17 °C (63 °F) trong vinh False.
| Dữ liệu khí hậu của Cape Town (1961–1990)                        | Dữ liệu khí hậu của Cape Town (1961–1990) | Dữ liệu khí hậu của Cape Town (1961–1990) | Dữ liệu khí hậu của Cape Town (1961–1990) | Dữ liệu khí hậu của Cape Town (1961–1990) | Dữ liệu khí hậu của Cape Town (1961–1990) | Dữ liệu khí hậu của Cape Town (1961–1990) | Dữ liệu khí hậu của Cape Town (1961–1990) | Dữ liệu khí hậu của Cape Town (1961–1990) | Dữ liệu khí hậu của Cape Town (1961–1990) | Dữ liệu khí hậu của Cape Town (1961–1990) | Dữ liệu khí hậu của Cape Town (1961–1990) | Dữ liệu khí hậu của Cape Town (1961–1990) | Dữ liệu khí hậu của Cape Town (1961–1990) |
| Tháng                                                            | 1                                         | 2                                         | 3                                         | 4                                         | 5                                         | 6                                         | 7                                         | 8                                         | 9                                         | 10                                        | 11                                        | 12                                        | Năm                                       |
| ---------------------------------------------------------------- | ----------------------------------------- | ----------------------------------------- | ----------------------------------------- | ----------------------------------------- | ----------------------------------------- | ----------------------------------------- | ----------------------------------------- | ----------------------------------------- | ----------------------------------------- | ----------------------------------------- | ----------------------------------------- | ----------------------------------------- | ----------------------------------------- |
| Cao kỉ lục °C (°F)                                               | 39.3 (102.7)                              | 38.3 (100.9)                              | 40.7 (105.3)                              | 38.6 (101.5)                              | 33.5 (92.3)                               | 29.8 (85.6)                               | 29.0 (84.2)                               | 32.0 (89.6)                               | 33.1 (91.6)                               | 37.2 (99.0)                               | 39.9 (103.8)                              | 35.4 (95.7)                               | 40.7 (105.3)                              |
| Trung bình ngày tối đa °C (°F)                                   | 26.1 (79.0)                               | 26.4 (79.5)                               | 25.4 (77.7)                               | 23.0 (73.4)                               | 20.2 (68.4)                               | 18.1 (64.6)                               | 17.4 (63.3)                               | 17.8 (64.0)                               | 19.2 (66.6)                               | 21.3 (70.3)                               | 23.5 (74.3)                               | 24.9 (76.8)                               | 21.9 (71.4)                               |
| Trung bình ngày °C (°F)                                          | 20.4 (68.7)                               | 20.4 (68.7)                               | 19.2 (66.6)                               | 16.9 (62.4)                               | 14.4 (57.9)                               | 12.5 (54.5)                               | 11.9 (53.4)                               | 12.4 (54.3)                               | 13.7 (56.7)                               | 15.6 (60.1)                               | 17.9 (64.2)                               | 19.5 (67.1)                               | 16.2 (61.2)                               |
| Tối thiểu trung bình ngày °C (°F)                                | 15.7 (60.3)                               | 15.5 (59.9)                               | 14.2 (57.6)                               | 11.9 (53.4)                               | 9.4 (48.9)                                | 7.8 (46.0)                                | 7.0 (44.6)                                | 7.5 (45.5)                                | 8.7 (47.7)                                | 10.6 (51.1)                               | 13.2 (55.8)                               | 14.9 (58.8)                               | 11.4 (52.5)                               |
| Thấp kỉ lục °C (°F)                                              | 7.4 (45.3)                                | 6.4 (43.5)                                | 4.6 (40.3)                                | 2.4 (36.3)                                | 0.9 (33.6)                                | −1.2 (29.8)                               | −1.3 (29.7)                               | −0.4 (31.3)                               | 0.2 (32.4)                                | 1.0 (33.8)                                | 3.9 (39.0)                                | 6.2 (43.2)                                | −1.3 (29.7)                               |
| Lượng Giáng thủy trung bình mm (inches)                          | 15 (0.6)                                  | 17 (0.7)                                  | 20 (0.8)                                  | 41 (1.6)                                  | 69 (2.7)                                  | 93 (3.7)                                  | 82 (3.2)                                  | 77 (3.0)                                  | 40 (1.6)                                  | 30 (1.2)                                  | 14 (0.6)                                  | 17 (0.7)                                  | 515 (20.3)                                |
| Số ngày giáng thủy trung bình (≥ 0.1 mm)                         | 5.5                                       | 4.6                                       | 4.8                                       | 8.3                                       | 11.4                                      | 13.3                                      | 11.8                                      | 13.7                                      | 10.4                                      | 8.7                                       | 4.9                                       | 6.3                                       | 103.7                                     |
| Độ ẩm tương đối trung bình (%)                                   | 71                                        | 72                                        | 74                                        | 78                                        | 81                                        | 81                                        | 81                                        | 80                                        | 77                                        | 74                                        | 71                                        | 71                                        | 76                                        |
| Số giờ nắng trung bình tháng                                     | 337.9                                     | 297.4                                     | 292.9                                     | 233.5                                     | 205.3                                     | 175.4                                     | 193.1                                     | 212.1                                     | 224.7                                     | 277.7                                     | 309.8                                     | 334.2                                     | 3.094                                     |
| Nguồn 1: Tổ chức Khí tượng Thế giới(Giáng thủy) NOAA(nắng,độ ẩm) |                                           |                                           |                                           |                                           |                                           |                                           |                                           |                                           |                                           |                                           |                                           |                                           |                                           |
| Nguồn 2: South African weather service                           |                                           |                                           |                                           |                                           |                                           |                                           |                                           |                                           |                                           |                                           |                                           |                                           |                                           |

### Hệ động thực vật
Nằm trong điểm nóng đa dang sinh học CI và cũng trong là vùng thực vật Cape đồng nhất, Cape Town là một trong những vùng có mức đa dạng sinh học cao nhất trong số những vùng tương tự trên thế giới.
Đây là nơi sống của tổng số 19 kiểu thực vật khác nhau, nhiều loài trong đó là đặc hữu của thành phố và không có mặt ở bất kỳ nơi nào khác trên thế giới.
Đây cũng là môi trường sống duy nhất của hàng trăm loài đặc hữu, và hàng trăm loài đang bị đe dọa tuyệt chủng khác

## Bản đồ
- 33°55′35″B 18°25′22″Đ / 33,9264°B 18,4227°Đ Tọa độ: 33.9264° 18.4227°
  - Bản đồ từ from Multimap hoặc GlobalGuide hoặc Google Maps
  - Hình ảnh từ trên không trung lấy từ TerraServer
  - Hình ảnh chụp từ vệ tinh lấy từ WikiMapia